# 사토 쇼키치
사토 쇼키치(일본어: 佐藤 昌吉, 1971년 4월 9일 ~ )는 일본의 전 축구 선수이다.

## 구단 경력
1990년 일본 사커 리그의 NKK SC에 입단했다. 1994년 재팬 풋볼 리그의 교토 퍼플 상가로 이적했다. 1995년 재팬 풋볼 리그 준우승으로 J1리그로 승격했다. 1998년까지 47경기에 출전. 1999년 J2리그의 오미야 아르디자로 이적했다. 1999년후 현역 은퇴.